# Havárie Tu-154 ruského ministerstva obrany 2016
K havárii Tu-154 ruského ministerstva obrany (rusky Катастрофа Ту-154 под Сочи) došlo 25. prosince 2016, kdy letoun ruského ministerstva obrany mířící na syrskou leteckou základnu Hmímím havaroval krátce po startu z letiště v ruském Soči a spadl do Černého moře. Všech 92 osob, které byly na palubě, zahynulo. Většinu cestujících představovali členové souboru Alexandrovci.

## Letadlo
Letadlo Tupolev Tu-154B-2 s registrací RA-85572 patřilo ruskému ministerstvu obrany a provozováno bylo ruskou armádou. Letoun byl vyroben roku 1983 v samarském závodě Aviakor s výrobním číslem 83A-572. Měsíčně nalétal v průměru 27 hodin, povětšinou střední trasy s délkou letu okolo 1,6 hodin. Celkově měl nalétáno 6689 hodin. Na rok 2018 byla naplánovaná rekonstrukce letadla za účelem prodloužení jeho životnosti. Před vzletem stroj prošel všemi kontrolami a nebyly nalezeny žádné závady.

Ztráta řiditelnosti letounu při pádu

V souladu s letovou příručkou pro běžný vzlet Tu-154B, ihned po odlepení od země, na výšce kolem 10 m, zatahuje posádka podvozky a zahajuje etapu počátečního stoupání. Během této fáze by měl letoun dosáhnout rychlosti 320–330 km/h a na výšce nejméně 120 m zahájit zatahování vztlakových klapek. To se běžně provádí ve dvou stupních, z 28° na 15° a z 15° na 0°. Během zatahování klapek by měla rychlost narůst na cca 380 km/h. Druhý stupeň je navíc spojen s automatickým návratem sklopných náběžných hran křídla a přestavením horizontálního stabilizátoru.
Pokud by došlo k nějaké závadě nebo chybě pilotáže v této kritické fázi letu, mohlo by to vyústit v ztrátu vztlaku a přechod letadla do pádu, který je na tak malé výšce prakticky nezvratný. Kromě toho mají letouny s T ocasními plochami tu nebezpečnou vlastnost, že při pádu (deep stall) se mohou ocitnout ocasní plochy v úplavu za křídlem, kde ztrácejí účinnost a pilot není schopen sklon stroje řídit.

## Cestující a posádka
Na palubě bylo 85 cestujících a 8 členů posádky. Mezi cestujícími bylo 64 členů uměleckého souboru Alexandrovci (téměř celý sbor a hráči na bajan a balalajku), osm vojáků včetně uměleckého vedoucího Alexandrovců Valerije Chalilova, devět novinářů (po třech z televizních stanic První kanál, NTV a Zvezda), náčelník kulturního odboru ruského ministerstva obrany Anton Gubanov, šéfka charitativní nadace Spravedlivá pomoc Jelizaveta Glinka, známá jako „doktorka Líza“ a další dva civilní úředníci. Umělecký soubor měl dle několika nezávislých zpráv letět uskutečnit koncert do syrského Aleppa.

## Nehoda

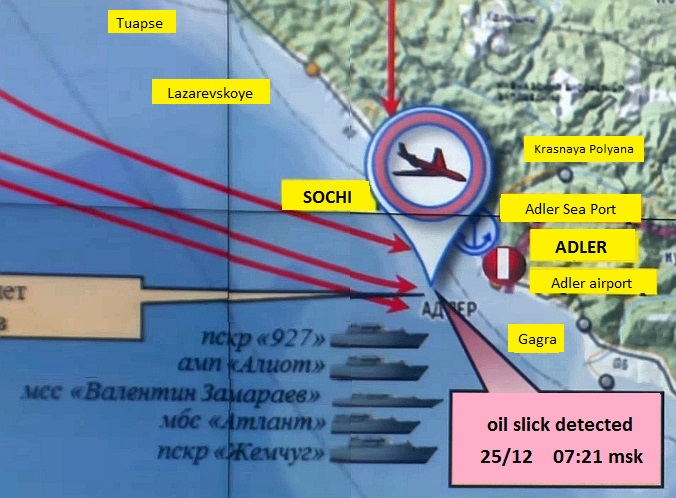
Orientační plánek místa nehody letounu RA-85572

Letadlo započalo svůj let na moskevském letišti Čkalovskij, namířeno mělo na ruskou leteckou základnu Hmímím nedaleko syrské Latákíje. Mezipřistání podle plánu vykonalo na sočském letišti, kde dotankovalo palivo.
Letadlo vzlétalo za tmy, z dráhy RWY24, směrem na Černé moře, v běžných povětrnostních podmínkách, se slabým zadním větrem 5m/s (opačný odletový směr 06 se v Soči Adler z důvodu pozemních překážek neužívá). Podle plánu měl letoun sledovat odletový směr BINOL 2A, tedy pokračovat JZ směrem asi 25 km, provést postupný pravý obrat zpět a vrátit se nad pevninu, nad níž měl pokračovat východním směrem ke Kaspickému moři (z důvodu oblétání Turecka, které neposkytovalo souhlas k vojenským přeletům). Stoupání měl prozatím povoleno do hladiny FL100. Před povolením k vzletu obdržel ještě letoun od řídící (dispečerky) standardní informace (meteo, kód odpovídače) a pokyn přeladit po dosažení výšky 300 m na frekvenci pracoviště Soči Přiblížení (Soči Approach). Na této frekvenci se stroj už neohlásil.
V 5:25 moskevského času (02:25 UTC, 03:25 SEČ) vzlétlo s 92 osobami na palubě z ranveje číslo 20 na mezinárodním letišti v Soči. Ve vzduchu stroj provedl otočku zpět směrem k pobřeží a zmizel z obrazovek radarů dvě minuty po startu, v 05:27 moskevského času (3:27 SEČ). Spadl do Černého moře 1,5 kilometrů od pobřeží směrem k Anapě. 6 km od břehu našli ruští záchranáři ropnou skvrnu, trosky a podvozek letadla. Vrak byl nalezen v hloubce 50–70 metrů.

## Vyšetřování
Dva dny po nehodě se v tisku objevily informace, že havárii zřejmě způsobila porucha vztlakových klapek.

### Varianta teroristického útoku
Ačkoliv oficiální místa o příčině nehody zatím mlčí a vyšetřovatelé preferují verze o selhání motorů, jiné technické závadě (vztlakových klapek), jakož i variantu o chybě pilotů, kteří však byli velmi zkušení, ruský internet se již zabývá pouze alternativou teroristického útoku. Experti poukazují na to, že trosky jsou rozmetány ve velmi velkém okruhu, takže letadlo se muselo rozletět na kusy už ve vzduchu.
Podle expertů může závada vztlakových klapek být pouze nepříjemnou událostí, nikoliv příčinou katastrofy. Nálož pak mohla být uložena v podvozkové šachtě, protože podvozek je velmi poškozen. Letecký expert Vlad Liubin tvrdí, že bomba byla do letadla s největší pravděpodobností vložena již v Moskvě.